# Sovetski (Výselki, Krasnodar)
Sovetski (del ruso: Советский) es un posiólok del raión de Výselki del krai de Krasnodar, en Rusia. Está situado en las llanuras de Kubán-Priazov, 33 km al nordeste de Výselki y 112 km al nordeste de Krasnodar, la capital del krai. Tenía 314 habitantes en 2010
Pertenece al municipio Gazyrskoye.